# Сосновка (Бурятия)
Сосно́вка — село в Селенгинском районе Бурятии. Входит в сельское поселение «Селендума».

## География
Расположено на Джидинском тракте, региональной автодороге Р440 Гусиноозёрск — Закаменск, в 18 км западнее центра сельского поселения — села Селендума. Село находится у северного подножия Боргойского хребта перед перевалом, где в 8 км проходит граница с Джидинским районом. Расстояние до районного центра — города Гусиноозёрска — 68 км на северо-восток.

## Население
| 2002 | 2010 |
| ---- | ---- |
| 18   | ↗26  |